# Temple protestant de Montélimar
Le temple protestant de Montélimar est un édifice religieux situé 1 rue Porte Neuve à Montélimar, dans la Drôme. La paroisse est membre de l'Église protestante unie de France.

## Histoire

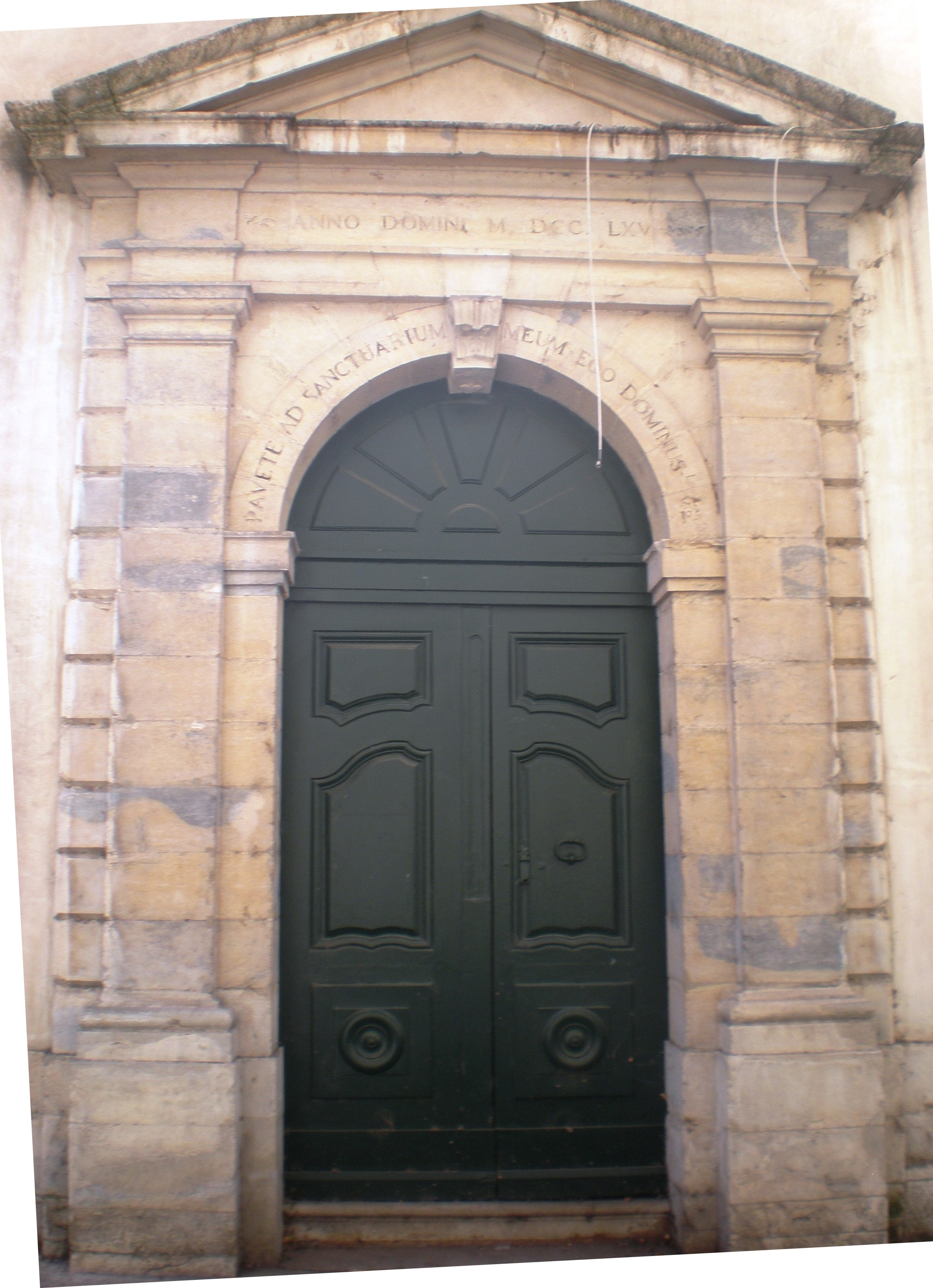
Porte de l'ancien couvent des ursulines, devenu temple protestant de Montélimar

En 1562, la ville est prise par les troupes de François de Beaumont, baron des Adrets et chef militaire protestant. La garnison catholique est exécutée afin de venger les massacres de la principauté d'Orange. En 1587, les troupes huguenotes de François de Bonne de Lesdiguières, duc de Lesdiguières reprennent  la ville, qui était tenue par les troupes catholiques de Laurent de Maugiron et François de La Baume. A la fin du XVIe siècle, au moment de l'édit de Nantes, la ville est presque entièrement réformée ; il ne reste plus que 10 % de catholiques. Malgré la volonté du roi Henri IV, le parlement de Grenoble s'oppose à l'installation d'une académie protestante. Finalement, l'académie de Die ouvre en 1604.
Au XVIIe siècle, le pouvoir favorise l'installation de communauté religieuses catholiques issues de la Contre-Réforme. Le nombre des catholiques repasse à 50 % en 1673, à la suite des prédications et des conversions imposées par les dragonnades. En 1612, les religieuses de Saint-Ursule achète un terrain à Montélimar pour fonder une petite communauté. En 1634, elles sont reconnues par lettres patentes signées par Louis XIII. Le couvent dispose d'une chapelle, d'une école et de jardins. En 1685, la révocation de l'édit de Nantes permet la démolition du vieux temple protestant.
A la Révolution française, la Déclaration des droits de l'homme et du citoyen de 1789 rétablit la liberté de culte. Les révolutionnaires interdisent ensuite les couvents et monastères : le couvent des Ursulines devient bien national. Les Articles organiques promulgués en 1802 par l'empereur Napoléon Ier organisent le culte protestant en Consistoires réformés. Dans le cadre du régime concordataire français, la chapelle des Ursulines est confiée aux protestants de Montélimar le 19 juillet 1802.
En 1971 est inauguré un nouvel orgue à la tribune. L'instrument est de Mülheisen, facteur à Strasbourg, comporte 10 jeux répartis sur 2 claviers.